# Imagination (Band)
Imagination war eine britische Band und wurde 1981 von den drei Musikern Leee John (Gesang), Ashley Ingram (Gitarre, Bass) und Errol Kennedy (Schlagzeug) gegründet. Zu Beginn der 1980er-Jahre hatte die Gruppe mit Body Talk, Just an Illusion und Music and Lights drei Top-Ten-Hits.

## Biografie
Leee John und Ashley Ingram waren zuvor Background-Sänger für Soul-Bands wie die Velvelettes, Chairman of the Board, The Elgins and The Delfonics. Über die Band Midnight Express lernten sie den Schlagzeuger Errol Kennedy kennen. Kurz darauf löste sich Midnight Express auf und der Weg war frei für eine Zusammenarbeit der drei Musiker. Sie gaben sich in Anlehnung an John Lennons Hit Imagine den Bandnamen Imagination.
Im April 1981 veröffentlichte die Band ihre erste Single Body Talk, die in die englischen Top Ten stieg und 18 Wochen lang in den Top 50 blieb. Dieser Erfolg ist umso erstaunlicher, wenn man bedenkt, dass das Lied anfangs von den Radiosendern völlig ignoriert wurde. Dafür wurde es sehr oft in den Clubs aufgelegt und verbreitete sich auf diese Weise. Vier Monate später stand sie in den Charts und verkaufte sich über 250.000 mal.
Im gleichen Jahr wurden noch zwei weitere Hitsingles aus dem Debütalbum Body Talk ausgekoppelt: In and Out of Love (im September) und Flashback (im November), beide erreichten Platz 16 in den englischen Charts.
Imaginations größter Hit Just an Illusion erreicht im April 1982 Platz 2 der UK-Charts, gefolgt von Music and Lights (Platz 5 im Juli), In the Heat of the Night (Platz 22 im Oktober, dies war auch der Titel des zweiten Albums) und Changes (Platz 31 im Januar 1983).
Parallel dazu fand eine ausverkaufte Konzerttour durch Europa statt, davon fanden 22 Auftritte in Großbritannien statt. Das Trio trat wiederholt in BBCs Top of the Pops und weiteren Popmusik-Programmen auf. Es zeichnete sich durch einen exotischen Kostümstil aus, der an römische Senatoren, Haremswächter und Sklaven erinnerte. Leee John machte einen Abstecher in die Schauspielerei und hatte mehrere Gastauftritte in der Serie Doctor Who.
1983 war die Band mit zwei weiteren Hitsingles erneut in den Charts vertreten: Looking at Midnight und New Dimensions. Mit ihrem vierten Album Scandalous erreichten sie abermals eine goldene Schallplatte. Dem folgten zwei weitere Charteinträge, State of Love und Thank You My Love (vom Album Trilogy).
Mitte 1984 spielte Imagination in der Royal Albert Hall. Dem folgte ein Auftritt in einem Stadion in Algerien mit über 100.000 Zuschauern und eine einmonatige Tour durch Spanien. 1985 tourte die Band durch Großbritannien, Europa und Fernost. 1986 feierte die Band ihr fünfjähriges Bestehen. Dieses Ereignis wurde am 15. Mai in der Royal Albert Hall gefeiert.
1987 ging Imagination bei RCA unter Vertrag. Sie produzierten und nahmen das Album Closer in den USA auf, gemeinsam mit den Produzenten Arthur Baker, Preston Glass, Nick Martinelli, Ron Kersey und Robert Kraft.
1988 verbrachte die Band einige Zeit in den USA und trat dort im Fernsehen und im Radio auf. Im Sommer hatten sie einen Nummer-1-Hit in den Billboard Dance Charts mit der Single Instinctual aus dem Album Closer.
Das letzte Album der Gruppe erschien im August 1989 und trug den Titel Like It Is und erreichte Platz 4 der UK-Album-Charts. Es wurde innerhalb von zwölf Wochen mit doppelten Gold-Status ausgezeichnet und blieb 38 Wochen lang in den U.K. top 100 Album Charts.
Das Album Like It Is/All the Hits stieg in mehreren europäischen Ländern in die Hitparade ein. Die Single Megamix wurde zuerst im Juni 1989 in Frankreich veröffentlicht und blieb für vier Monate in den französischen Top Ten. Am 2. September 1989 begann eine sechsmonatige Welttournee. Das Eröffnungskonzert fand im französischen Dünkirchen vor 42.000 Zuschauern statt. Danach folgten Auftritte in Deutschland, der Schweiz und in Frankreich. Im Dezember spielte die Band sieben Mal in Großbritannien, darunter eine ausverkaufte Weihnachtsshow im Hammersmith Odeon.
Aufgrund der immensen Popularität von Imagination wurde die Tour über die ursprünglichen sechs Monate hinaus erweitert. Innerhalb von sechs Wochen fanden 31 Konzerte statt, und zwar in Russland, Indien, Sri Lanka, Angola und Réunion. Mit dem Erscheinen des langerwarteten neuen Albums Fascination of the Physical fanden neue Auftritte in Europa, Japan und Amerika statt.
1991 beschloss Ingram, Imagination zu verlassen und als Komponist und Produzent zu arbeiten. Errol Kennedy wurde im Sommer 1987 durch den Sänger Peter Royer, Ashley Ingram durch Segun ersetzt. Weitere Erfolge blieben jedoch aus, so dass sich die Band 1992 auflöste.
Inzwischen ist die Gruppe wieder auf Tournee und spielt u. a. auf Festivals.

## Bandmitglieder
Leee John wurde als John Lesley McGregor in Hackney, London, am 23. Juni 1957 geboren. Er ging in New York zur Schule und studierte später Dramaturgie an der Anna Scher Theatre School.
Ashley Ingram, der Gitarrist/Bassist wurde am 27. November 1960 in Northampton geboren.
Errol Kennedy wurde am 9. Juni 1953 in Montego Bay, Jamaika geboren. Nach der Schule machte er eine Ausbildung zum Schlagzeuger.

## Diskografie
Studioalben

| Jahr | Titel                                | Höchstplatzierung, Gesamtwochen, AuszeichnungChartplatzierungen (Jahr, Titel, Platzierungen, Wochen, Auszeichnungen, Anmerkungen) | Höchstplatzierung, Gesamtwochen, AuszeichnungChartplatzierungen (Jahr, Titel, Platzierungen, Wochen, Auszeichnungen, Anmerkungen) | Höchstplatzierung, Gesamtwochen, AuszeichnungChartplatzierungen (Jahr, Titel, Platzierungen, Wochen, Auszeichnungen, Anmerkungen) | Höchstplatzierung, Gesamtwochen, AuszeichnungChartplatzierungen (Jahr, Titel, Platzierungen, Wochen, Auszeichnungen, Anmerkungen) | Höchstplatzierung, Gesamtwochen, AuszeichnungChartplatzierungen (Jahr, Titel, Platzierungen, Wochen, Auszeichnungen, Anmerkungen) | Anmerkungen                                                                      |
| Jahr | Titel                                | DE | AT | CH | UK | R&B | Anmerkungen                                                                      |
| ---- | ------------------------------------ | --- | --- | --- | --- | --- | -------------------------------------------------------------------------------- |
| 1981 | Body Talk                            | DE37 (9 Wo.)DE | — | — | UK20 Gold · (51 Wo.)UK | R&B46 (14 Wo.)R&B | Erstveröffentlichung: Oktober 1981 Produzenten: Steve Jolley, Tony Swain         |
| 1982 | In the Heat of the Night             | DE6 (19 Wo.)DE | AT16 (6 Wo.)AT | — | UK7 Gold · (28 Wo.)UK | R&B45 (11 Wo.)R&B | Erstveröffentlichung: August 1982 Produzenten: Steve Jolley, Tony Swain          |
| 1983 | Night Dubbing                        | DE33 (12 Wo.)DE | — | — | UK9 Gold · (20 Wo.)UK | — | Erstveröffentlichung: Mai 1983 Produzenten: Steve Jolley, Tony Swain, Remixalbum |
| 1983 | Scandalous (EU) / New Dimension (US) | DE49 (3 Wo.)DE | — | — | UK25 Gold · (8 Wo.)UK | R&B44 (8 Wo.)R&B | Erstveröffentlichung: Oktober 1983 Produzenten: Steve Jolley, Tony Swain         |

grau schraffiert: keine Chartdaten aus diesem Jahr verfügbar
Weitere Studioalben
- 1986: Trilogy
- 1987: Closer
- 1992: The Fascination of the Physical